# Chelghoum Laïd
Chelghoum Laïd (arabiska: شلغوم العيد, Šalġwm-al-Ayd) är en kommun i Mila i Algeriet. Den hade 82 560 invånare år 2008.